# Адамян Вадим Мовсесович
Вади́м Мовсе́сович Адамя́н (нар. 2 грудня 1938, Одеса, Українська РСР, СРСР) — український математик та фізик-теоретик.

## Життєпис
Вадим Мовсесович Адамян народився 2 грудня 1938 року в Одесі. У 1961 р. закінчив кафедру теоретичної фізики Одеського державного університету. Далі проходив навчання в аспірантурі Одеського будівельного інституту, під керівництвом видатного математика Марка Григоровича Крейна. Після аспірантури очолював лабораторію при Інституті Фізики ОДУ, а потім повернувся на свою рідну кафедру.
У 1978 р., через рік після захисту докторської дисертації, професор Адамян приймає керівництво кафедрою з рук захворілого професора Фішера. Вадим Мовсесович не тільки підтримував традиційну тематику кафедри, але і стимулював розвиток нових напрямків, таких як фізика плазми, фізика твердого тіла, а в останні роки — фізика наноструктур.
Протягом своєї півсторічної наукової діяльності професор Адамян працював в університетах Австралії, Нової Зеландії, Німеччини та Іспанії; отримав кілька почесних звань і не меншу кількість різних нагород. У 1994–1995 р. носив почесне звання соросівського професора. Є дійсним членом Американського математичного товариства (AMS), Товариства прикладної математики і механіки (GAMM), Українського фізичного товариства. Автор кількох монографій. Лауреат премії НАН України імені М. Г. Крейна 2007 року за цикл робіт «Проблеми спектральної теорії операторів та її застосувань» (спільно з М. Л. Горбачуком та І. Ц. Гохбергом).